# إيفان سنتوريون
إيفان سنتوريون (بالإسبانية: Osvaldo Centurión)‏ هو لاعب كرة قدم أرجنتيني في مركز الوسط، ولد في 5 أغسطس 1988 في إيسيدرو كاسانوفا في الأرجنتين. لعب مع نادي ألميرانته براون.

## وصلات خارجية
- إيفان سنتوريون على موقع قاعدة بيانات كرة القدم.إي يو (الإنجليزية)
- إيفان سنتوريون على موقع Soccerway.com (الإنجليزية)